# Сергей Малютин
Сергей Василиевич Малютин (на руски: Серге́й Васи́льевич Малю́тин) е руски живописец, график и архитект, един от основателите и майстор на самобитния стил руски модерн, „баща“ на руските матрьошки.

## Биография
Сергей Малютин е роден на 4 октомври/22 септември 1895 г. в Москва, в семейството на фабрикант и търговец. На 3-годишна възраст губи родителите си и е отгледан от леля си, съпруга на дребен чиновник, чието семейство живее във Воронеж. Момчето е изпратено в търговско училище, а след това – и на счетоводни курсове. След завършването им Сергей за кратко работи като чиновник в града. Художественият му талант се проявява късно, едва след като попада на изложба на передвижниците. Тогава започва да рисува и решава да стане художник. На 21-годишна възраст се завръща в Москва и започва работа като чертожник в художествения отдел на управлението на Брестката железница.
През 1883 г. постъпва в Московското училище за живопис, скулптура и архитектура (МУЖВЗ), първо посещавайки вечерните курсове, а после като редовен ученик. Негови преподаватели са Владимир Маковски и Иларион Прянишников, а съученици – Исак Левитан, Абрам Архипов, Андрей Рябушкин, Михаил Нестеров, братята Константин и Сергей Коровини. За професионалната си подготовка бъдещият художник дължи най-много на майстора на историческата, религиозна и жанрова живопис, неговия преподавател Евграф Сорокин. През 1886 г. завършва училището със звание свободен художник. През 1880-те става член на групата на Виктор Васнецов, чиято цел е да възроди руския национален стил. През 1888 съветът на Художественото московско общество награждава Малютин с два малки сребърни медала за един етюд и рисунка от натура.
През 1890 г. се жени за Елена Алексеева и в търсене на препитание се захваща с най-различни работи. Раждат му се две дъщери и двама сина – Олга, която става художничка, Вера, Владимир и Михаил.
През 1900 г. Малютин се преселва в имението на княгиня Мария Тенишева в Талашкино, което тогава е център на художествените занаяти. Там се занимават с обучение на мебелисти, резбари, тъкачи, бродирачки и други. Майсторите работят в специално проектирани работилници и създават уникални произведения. Скици за тях се правят от Виктор Васнецов, Константин Коровин, Михаил Врубел и Николай Рьорих, но разцветът на занаятите в Талашкино се свързва предимно с името на Малютин. През същата година влиза в художественото обединение „Светът на изкуствата“.
През 1903 г.се завръща в Москва, става член на Съюза на руските художници и започва работа като преподавател в Московското училище по живопис, скулптура и архитектура, където остава до 1923 г. През 1909 г. поема класа по живопис, който до този момент е ръководен от Валентин Серов. През 1914 г. Малютин получава званието академик, а на следващата година става член на Обществото на передвижниците.
След Октомврийската революция Малютин продължава да рисува портрети в традициите на реализма. През 1922 г. в неговия дом се събират млади руски художници-реалисти, които взимат решение да създадат обединение, получило по-късно името „Асоциация на художниците от революционна Русия“ (АХРР). Първата половина на 1920-те е особено плодотворна за художника. Една след друга се появяват нови картини. На VІ и VІІІ изложба на АХРР той показва, освен голямо количество етюди, и 30 нови портрета.
Сергей Малютин умира на 6 декември 1937 г. в Москва.

## Творчество
Творчеството на Малютин в края на 1880-те и началото на 1890-те е доста разнообразно като жанр и тематика. Рисува портрети, пейзажи, жанрови и исторически картини („Нашествието на татарите“). Отдавайки предпочитание на лирическите жанрови сцени създава „Приятелки“ (1889), „На гости при съседката“ (1892) и други. От 1880-те години започва да излага свои работи на московски изложби – пейзажи, интериори и портрети. Участва в изложбата „Света на изкуствата“, „Изложбата на 36 художника“, „Изложба на руските художници“ и „Салона“. Взима участие и в „Exposition de l’Art“ в Париж, организирана от Сергей Дягилев в Есенния салон.
Малютин работи и по архитектурни проекти, илюстрации, декор към театрални постановки, изработва модели за облицовъчни плочки, занимава се и с други декоративни изкуства, като се старае да утвърди равноправното им положение спрямо останалите области на художественото творчество. Той е един от активните създатели и пропагандисти на „руския стил“ в изкуството. Приема се и за „баща“ на руските матрьошки. През 1898 г. са изработени първите дървени фигурки с различен размер, поставяни една в друга. Първата матрьошка е изрисувана по ескизи на Малютин. Представлява девойка в сарафан, с бяла престилка, пъстър шал на главата и черен петел в ръце.

### Портрет
Малютин получава голяма известност като портретист и създава около 300 портрета. Още в ранните си години се проявява като майстор, рисувайки „Портрет на сина ми“ („Момче в кресло“), закупена от Павел Третяков за галерията му. В зрелите си години той почти напълно се отказва от маслените бои и рисува портретите с пастели, в която техника постепенно се превръща във виртуоз.
През 1912 г. художникът решава да продължи идеята на Третяков да се създаде портретна галерия на „най-добрите руски хора“. Тя е открита с портрета на художника Василий Перепльотчиков, нарисуван от Малютин през 1912 г. Последван е от още няколко портрета от Малютин – на художниците Михаил Нестеров (1913), Аполинарий Васнецов (1914), Константин Юон (1914), Николай Богданов-Белски (1915), поета Валерий Брюсов (1913), писателя Владимир Гиляровски (1915), книгоиздателя Иван Ситин.
С времето той продължава да обръща особено внимание на портретите на свои съвременници, дейци на културата. Отново се връща към техниката на маслената живопис и започва да рисува не само художници и писатели, а и учени, медици, инженери. Създава портрети на архитект Иван Жолтовски (1919), председателя на Екатерининското научно общество Николай Моргунов (1924), актрисата Олга Книпер-Чехова (1925), писателя Александър Серафимович (1927), живописците Александър Борисов (1919), Мануил Аладжалов (1928), Витолд Бялиницки-Бируля (1929), както и на художниците от новото поколение – Фьодор Богородски, Евгений Кацман, Павел Радимов, Борис Яковлев и други. Много от тези портрети се намират в Третяковската галерия.
Най-известният му портрет е този на Дмитрий Фурманов, нарисуван през 1922 г. Обектът е руски писател-прозаик, революционер, комисар от легендарната Чапаевска дивизия. В произведението майсторски са вплетени няколко основни теми – качествата на личността на новото време, революционера и в същото време – човека на изкуството. Още един портрет е посветен на герой от Гражданската война – „Партизанин“, където Малютин се връща към маниера от ранното си творчество – рисува портрета в едър план на фона на пейзаж. Портретът е нарисуван през 1936 г., малко преди смъртта на художника.
- Семейство
- Автопортрет (1901)
- Автопортрет (1918)
- Съпругата на Малютин – Елена
- Синът на Малютин – Владимир (1895)
- Дъщерята на Малютин – Вера (1909)
- Портрет на сина на Малютин (1912)

- Портрети
- Василий Перепльотчиков (1912)
- Валерий Брюсов (1913)
- Михаил Нестеров (1913)
- Василий Бакшеев (1914)
- Аполинарий Васнецов (1914)
- Виктор Васнецов (1915)
- Николай Богданов-Белски (1915)
- Иля Остроухов (1915)
- Княгиня Мария Тенишева (19 век)
- Олга Книпер-Чехова (1925)
- Дмитрий Фурманов (1922)
- Партизанин (1936)

### Пейзаж
В пейзажите си Малютин се опира на школата на Василий Поленов. Поленовски мотиви се срещат още в ученическите му произведения. Например „Подмосковски пейзаж“ от 1883 г. се характеризира със стремежа му да създаде картина с добре балансирана композиция, като едновременно с това запази свежестта на възприятието. По-късно пейзажите започват да се смесват с елементи от други жанрове, маркирани в тях във формата на етюди. В по-ранните се забелязва увлечение към пленерната живопис – „Прозорец във вишнева градина“ (1887), „Пейзаж с цъфтяща върба“ (1892). Напомняйки понякога импресионистичните работи на Константин Коровин, тези на Малютин се отличават с по-малка острота в изобразяването на мимолетните впечатления и по-голяма лекота в изпълнението. В пейзажите той обръща сериозно внимание на формата и набляга на нея. Това е особено характерно за кримските му етюди от началото на 1890-те, където отново се забелязва връзката с поленовата школа.
- Морски бряг. Алуща (1892)
- Рибарски баркас (1920)
- Дебаркадер. Крим. (1925)

### Жанрова живопис
В жанровата си живопис Малютин продължава традицията на передвижниците да показват съдбата на представители на различни слоеве от обществото. За разлика от учителя си Владимир Маковски, той не развива тяхната характеристика, а се ограничава със статични, силно изразителни пози, създавайки обобщения образ на просяци и бедняци, съсипани от живота.
Например в „По этапу“ от 1890 г. той рисува затворнически двор, в който затворниците са изобразени като статични фигури, на чиито лица е отпечатано страдание и подчинение на тежката съдба. В същото време поведението на крещящия полицай и сънливия страж на вратата подчертава обикновеността на случващото се. Благодарение на високата гледна точка, избрана от Малютин, хоризонтът излиза отвъд платното и няма място дори за частица от небето. Перспективата, която на пръв поглед изглежда случайна, и отрязването на изображението по краищата на платното, прави композицията фрагментарна, но в същото време тя се отличава с добре обмисленото съотношение между различните образи.
- Приятелки (1889)
- На гости при съседката (1892)
- Орач (1899)
- По этапу (1890)
- Скулптурно ателие (1903)

### Декор и илюстрации
По покана на руския предприемач и меценат Сава Мамонтов, в средата на 1890-те създава декори за Нижегородската опера, а по-късно работи в Московската частна опера на Мамонтов. От по-късните му творби внимание заслужават ескизите за декорите на оперите „Садко“ (1909) и „Гробът на Асколд“ (1912) и към балета „Лешникотрошачката“ (1913).
В продължение на дълги години основното направление в творчеството на Малютин е книжната графика. Най-големи постижения художникът постига при илюстрациите, като прави сериозна крачка напред в тази област, в сравнение с работите от втората половина на 19 век. Често рисунките му са посветени на героите от приказки на Пушкин. В края на 1890-те създава илюстрации към „Руслан и Людмила“ (1898), „Приказка за цар Салтан“ (1897), „Приказка за мъртвата царкиня и седемте богатира“ (1910), „Приказка за златното петле“ (1913) и други произведения на Пушкин.
- Садко, избор на невеста (1890)
- Иля Муромец
- Кошчей Безсмъртни (1904)
- Сънят на Святослав. Илюстрация към „Слово за Игоровия полк“. (1906)
- Приказка за мъртвата царкиня и седемте богатира (1910)
- Морският цар

### Екстериор и интериор на сгради
В Талашкино занаятчиите работят под прякото ръководство на Малютин и по много от неговите проекти. Дърводелците и дърворезбарите изработват външната и вътрешната украса на сгради в Смоленск и Москва. По проект на Малютин в Талашкино е построена голямата двуетажна сграда „Теремок“, комбинация от библиотека, театър и дом за художника и семейството му, запазена и до днес. Всички обекти се характеризират с единство на стила и в тях са използвани форми от руския дърводелски занаят от 18 век – устремени нагоре стръмни покриви, високи изби и обилно оцветена дърворезба. Малютин не се опитва да следва точно примерите на традиционното народно изкуство и не обръща особено внимание на утилитарната страна. Той разбира националното наследство предимно на образно ниво и се превръща в един от създателите на своеобразна руска версия на стила модерн.
Най-значителното постижение на Малютин при завършването му в Москва през 1903 г. е работата му с архитект Николай Жуков. Това е оформлението на фасадите, интериора и мебелите на жилищния дом на П. Перцов в града, построена в периода 1905 – 1907 г. Тази сграда представлява интересно явление в архитектурата от началото на века. На Малютин принадлежи и украсата в коридора и трапезарията в дома на приятеля му, художника Василий Бакшеев.
- Теремок

- Жилищният дом на П. Перцов